# Molobratia youngi
Molobratia youngi là một loài ruồi trong họ Asilidae. Molobratia youngi được Geller-Grimm miêu tả năm 2005. Loài này phân bố ở vùng Cổ Bắc giới.